# Alan Sheridan
Alan Sheridan (1934-2015) est un écrivain et traducteur britannique.

## Biographie
Né Alan Mark Sheridan-Smith, Sheridan a été professeur d'anglais au St Catharine's College de l'université de Cambridge avant de passer cinq ans à Paris comme assistant d'anglais aux lycées Henri-IV et Condorcet. De retour à Londres, il a brièvement travaillé dans le secteur de l'édition avant de devenir traducteur indépendant. Il a traduit des œuvres de fiction, d'histoire, de philosophie, de critique littéraire et de psychanalyse par des auteurs tels que Jean-Paul Sartre, Jacques Lacan, Michel Foucault, Alain Robbe-Grillet, Robert Pinget et beaucoup d'autres. Il a été le premier à écrire en anglais un livre sur l’œuvre de Foucault et a également écrit une biographie d'André Gide.

## Ouvrages

### Traductions
(sélection)
- Robert Pinget, Mahu or the material, 1966
- Raymond Radiguet, The devil in the flesh: a novel, 1968
- Philippe Sollers, The park : a novel, 1968
- Alain Robbe-Grillet, The immortal one. London: Calder & Boyars, 1971
- Georges Balandier, Political anthropology, 1972
- Michel Foucault, The birth of the clinic, 1973
- Lucien Goldmann, Towards a sociology of the novel. New York: Tavistock Publications, 1974
- Michel Foucault, Mental illness and psychology. New York: Harper and Row, 1976
- Michel Foucault, The archaeology of knowledge, 1976
- Michel Foucault, Discipline and punish: the birth of the prison, 1976
- Jean-Paul Sartre, Critique of dialectical reason, 1976
- Manuel Castells, The urban question: a Marxist approach. London: Edward Arnold, 1977
- Jacques Lacan, Écrits: a selection, 1977
- Sébastien Japrisot, One deadly summer. New York : Harcourt Brace Jovanovich, c1980.  (ISBN 0-15-169381-1)
- Pierre Petitfils, Rimbaud, 1987
- Michel Foucault, Politics, philosophy, culture: interviews and other writings, 1977-1984, ed. Lawrence D. Kritzmann, 1988
- Tahar Ben Jelloun, The sand child, 1989
- Michel Tournier, Gilles & Jeanne, 1990
- Tahar Ben Jelloun, The sacred night, 1991
- Jean Lacouture, De Gaulle: the ruler, 1945-1970, New York: 1991.  (ISBN 0-393-03084-9)
- Agota Kristof, The notebook; The proof; The third lie: three novels, 1997
- Abdelwahab Bouhdiba, Sexuality in Islam, 1998

### Romans
- Vacation, 1972
- Time and Place, 2003

### Autres
- Michel Foucault: The Will to Truth, 1980
- André Gide: A Life in the Present, 1999